# John Parke
John Parke (Bangor, 6 augustus 1937 –  19 augustus 2011) was een Noord-Iers voetballer die als verdediger speelde.
Parke speelde voor Linfield, Hibernian, Sunderland en KV Mechelen. Tussen 1963 en 1967 speelde hij 14 interlands voor Noord-Ierland.